# جانوران در فضا

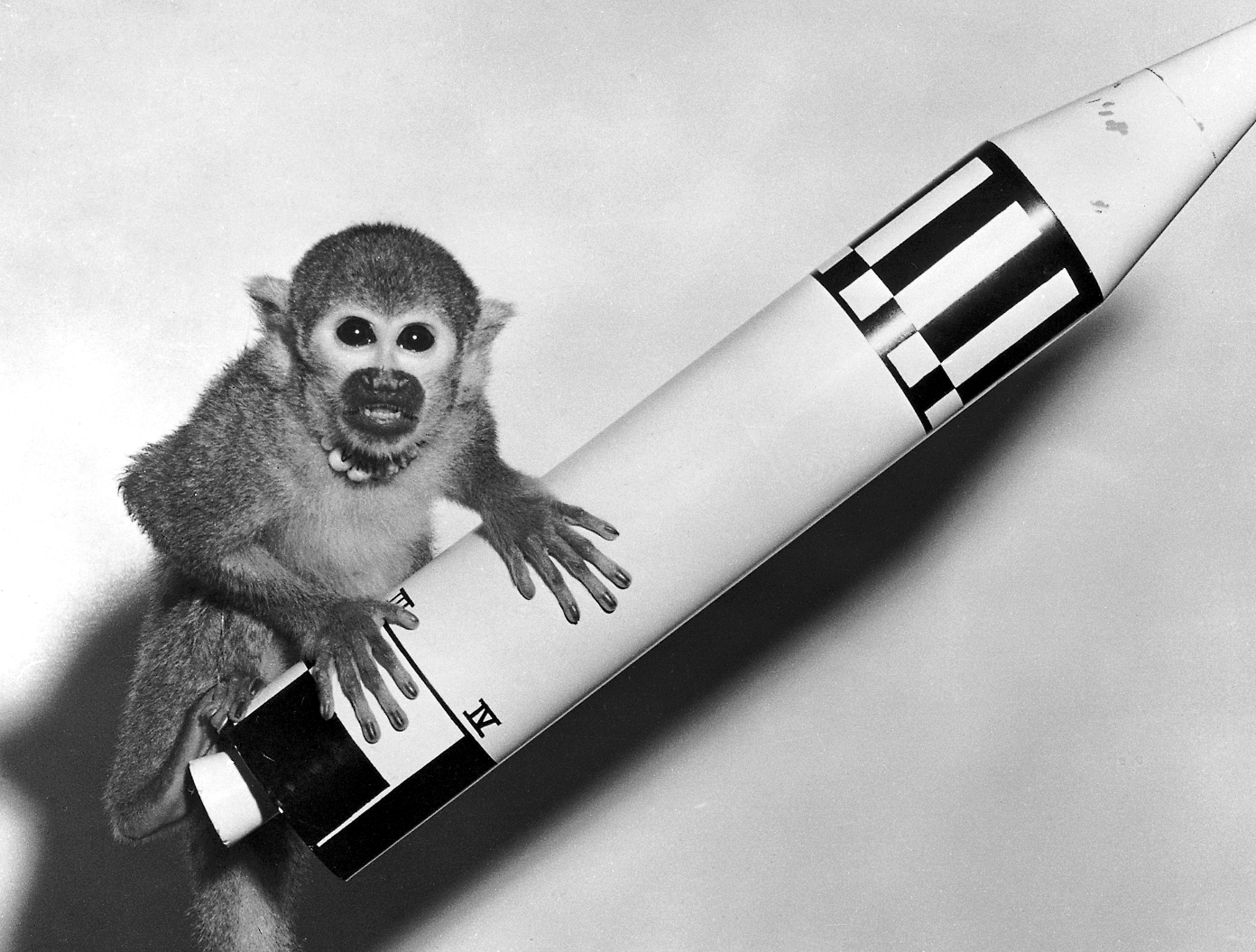
میس بیکر، پیشگام فضایی، میمون سنجابی، سوار بر IRBM مشتری (مدل مقیاس نشان داده شده) در سال ۱۹۵۹ به فضا رفت.

جانوران در فضا در ابتدا برای آزمایش مانایی پروازهای فضایی، پیش از انجام پروازهای فضایی انسانی، خدمت می‌کردند. بعدها، جانوران غیرانسانی دیگری برای بررسی فرآیندهای مختلف زیست‌شناختی و تأثیر ریزگرانش و پرواز فضایی بر روی آنها به پرواز درآمدند. زیست‌فضانوردی شاخه‌ای از پژوهش‌های مهندسی زیستی است که مطالعه و پشتیبانی از حیات در فضا را دربر می‌گیرد. تا به امروز، هفت برنامه ملی فضایی جانوران را به فضا پرتاب کرده‌اند: ایالات متحده، اتحاد جماهیر شوروی، فرانسه، آرژانتین، چین، ژاپن و ایران.

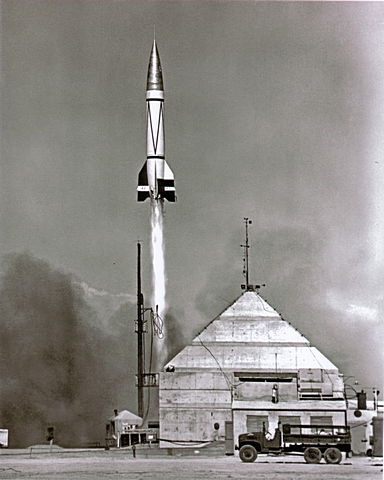
پرتاب V2 شماره ۴۷ نخستین پستاندار، میمون رزوس به نام آلبرت دوم را در ۱۴ ژوئن ۱۹۴۹ به فضا برد.

جانوران مختلفی از جمله میمون‌ها، سگ‌ها، گربه‌ها، لاک‌پشت‌ها، موشها، خرگوش‌ها، ماهی‌ها، قورباغه‌ها، عنکبوت‌ها، تخم بلدرچین‌ها (که در سال ۱۹۹۰ در میر از تخم بیرون آمدند) و حشرات به فضا پرتاب شده‌اند. ایالات متحده نخستین زمینی‌ها را به فضا پرتاب کرد - مگس‌های میوه در سال ۱۹۴۷ - و پروازهای حامل نخستی‌ها عمدتاً بین سال‌های ۱۹۴۹ تا ۱۹۶۱، همراه با یک پرواز در سال ۱۹۶۹ و یک پرواز در سال ۱۹۸۵. فرانسه دو پرواز حامل میمون را در سال ۱۹۶۷ راه‌اندازی کرد. اتحاد جماهیر شوروی و روسیه بین سال‌های ۱۹۸۳ تا ۱۹۹۶ میمون‌ها را به فضا پرتاب کردند. در طول دهه ۱۹۵۰ و ۱۹۶۰، برنامه فضایی شوروی از تعدادی سگ برای پروازهای فضایی زیر مداری و مداری استفاده کرد.
دو لاک‌پشت و چندین نوع گیاه نخستین ساکنان زمین بودند که در مأموریت Zond 5 در سال ۱۹۶۸ به دور ماه چرخیدند. در سال ۱۹۷۲، پنج موش به نام‌های Fe, Fi, Fo, Fum و Phooey در ماژول فرماندهی آپولو ۱۷ آمریکا، آخرین سفر خدمه به ماه، با رکورد ۷۵ بار به دور ماه چرخیدند.

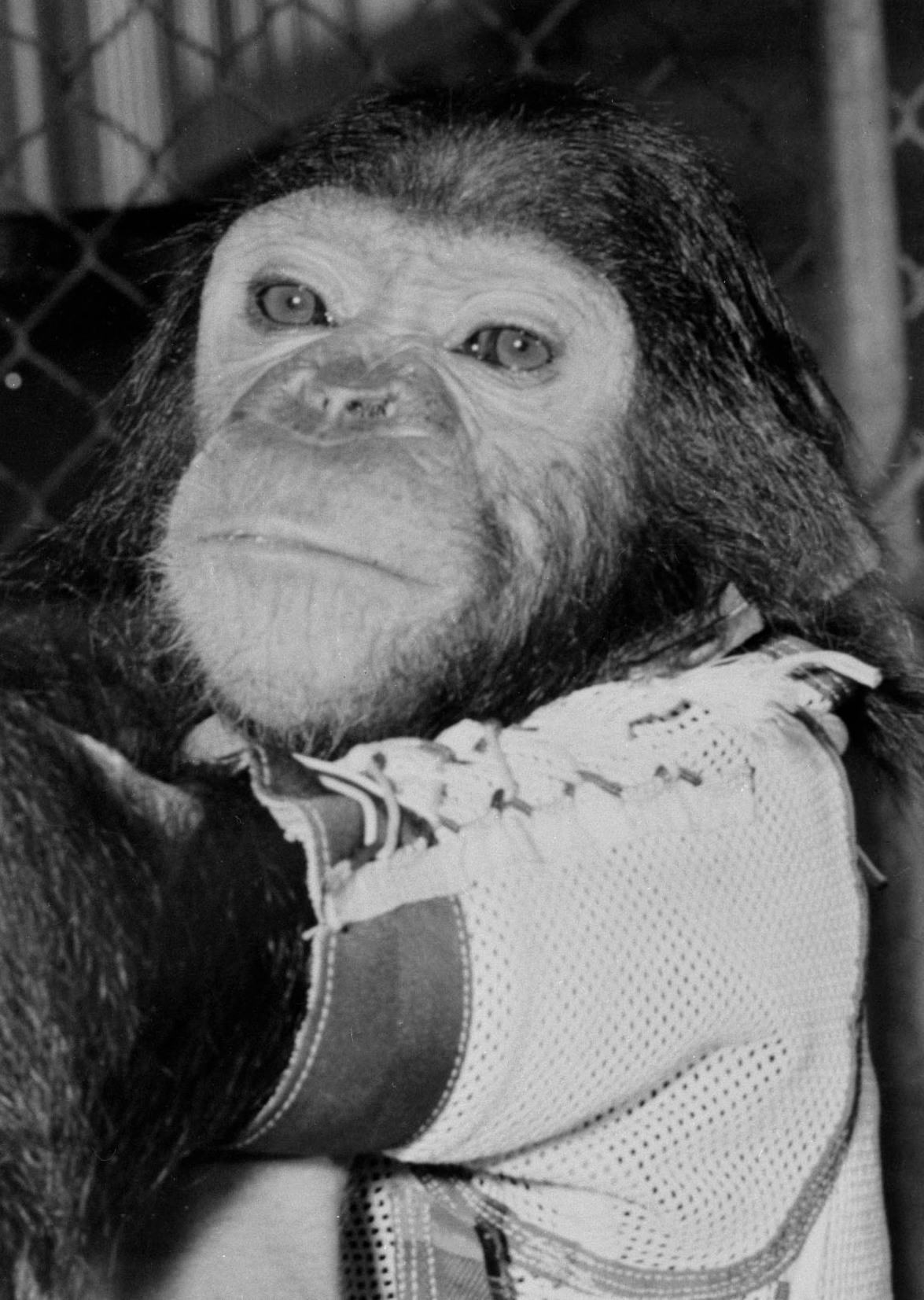
در طی پرواز ۲۹ نوامبر ۱۹۶۱ ناسا مرکوری-اتلس ۵، انوس تنها شامپانزه و سومین نخستی‌سان شد که به دور زمین چرخید.

در ۲۸ ژانویه ۲۰۱۳، خبرگزاری‌های ایران گزارش دادند که ایران یک میمون را با موشک «پیشگام» به ارتفاع ۱۱۶ کیلومتر (۷۲ مایل) فرستاد و یک «محموله» را بازیابی کرد. وبگاه تحقیقات فضایی ایران بعداً یک ویدیوی ۱۸ دقیقه‌ای را بارگذاری کرد. این ویدیو سپس در یوتیوب آپلود شد.
در ۳ فوریه ۲۰۱۳، در سی‌ویکمین سالگرد انقلاب، ایران آخرین کشوری بود که جانوری را به فضا پرتاب کرد. این جانوران (یک موش، دو لاک‌پشت و تعدادی کرم) بر بالای موشک کاوشگر ۳ پرتاب شدند و زنده به زمین بازگشتند.